# Dark web
La dark web o internet oscura es el contenido de la World Wide Web que existe en darknets, redes que se superponen a la internet pública y requieren de software específico y configuraciones o autorización para acceder. Forma parte de la internet profunda, la parte de la web no indexada por los motores de búsqueda. Las darknets que constituyen la dark web incluyen pequeñas redes amigo-a-amigo P2P, así como grandes redes populares como Freenet, I2P, y Tor, operadas por organizaciones públicas y particulares. Los usuarios de la dark web usan el término Clearnet para hablar de la Internet no oscura, debido a su naturaleza sin cifrar.

## Terminología

### Definición
La dark web a menudo se ha confundido con la Deep Web o web profunda, aunque la confusión en parte es válida o en parte es correcta, la Dark Web no es parte de la Deep Web, en una definición simple en un sentido figurado, las Web accesibles o Web visibles serían la superficie y lo más alto de un gran Iceberg, la Deep Web serían las partes bajo el Iceberg o las partes muy sumergidas y medianamente profundas del Iceberg, y la Dark Web serían las partes mucho más profundas del Iceberg, en pocas palabras o en palabras simples, la Deep Web es la Internet Profunda, y la Dark Web o Internet oscura es lo más profundo de la Deep Web o de la Internet Profunda, las partes de la web no indexadas (buscables) por los motores de búsqueda. El término dark web surgió por primera vez en 2009; sin embargo, se desconoce cuándo surgió la verdadera dark web. Muchos usuarios de internet solo utilizan la web de superficie (surface web), datos a los que puede acceder un navegador web típico. La dark web forma una pequeña parte de la web profunda, pero requiere software personalizado para acceder a su contenido. Esta confusión se remonta al menos a 2009. Desde entonces, especialmente al informar a Silk Road, los dos términos se han mezclado a menudo, a pesar de las recomendaciones de que debían distinguirse.
La dark web, también conocida como sitios web de darknet, son accesibles solo a través de redes como Tor (proyecto The Onion Router) que se crean específicamente para la dark web. El navegador Tor y los sitios accesibles a Tor son ampliamente utilizados entre los usuarios de darknet y pueden identificarse por el dominio ".onion". Los navegadores Tor crean puntos de entrada y rutas cifradas para el usuario, lo que permite que sus búsquedas y acciones en las web oscuras sean anónimas.
Las identidades y ubicaciones de los usuarios de darknet permanecen anónimas y no se pueden rastrear debido al sistema de cifrado por capas. La tecnología de cifrado darknet enruta los datos de los usuarios a través de un gran número de servidores intermedios, lo que protege la identidad de los usuarios y garantiza el anonimato. La información transmitida solo puede descifrarla un nodo posterior en el esquema, que conduce al nodo de salida. El complicado sistema hace casi imposible reproducir la ruta del nodo y descifrar la información capa por capa. Debido al alto nivel de cifrado, los sitios web no pueden rastrear la geolocalización y la IP de sus usuarios y los usuarios no pueden obtener esta información sobre el host. Por lo tanto, la comunicación entre los usuarios de darknet está altamente encriptada, lo que permite a los usuarios hablar, bloguear y compartir archivos de forma confidencial.

## Contenido
Un estudio de diciembre de 2014 de Gareth Owen, de la Universidad de Portsmouth, encontró que el tipo más común de solicitud de contenido en Tor era la pornografía infantil, seguido por el mercado negro, mientras que los sitios individuales con más tráfico estaban dedicados a operaciones botnet. Hay muchos sitios de denuncia de irregularidades, además de foros de discusión política. Son numerosos los sitios web clonados y otros sitios fraudulentos. Muchos hackers venden sus servicios de forma individual o como parte de grupos. Hay informes de micromecenazgo para asesinatos y sicarios a sueldo. Algunos de los más prolíficos son los sitios asociados a bitcoin, servicios relacionados con fraude y servicios de compra por catálogo.
Los mercados comerciales de la darknet, que median las transacciones de drogas ilegales y otros bienes, atrajeron una cobertura mediática significativa a partir de la popularidad de Silk Road y su posterior decomiso por parte de las autoridades legales. Otros mercados venden exploits de software y armas militares.

### Malware de rescate
La red oscura también se utiliza en ciertos procesos relacionados con la extorsión. De hecho, es común observar datos de ataques del malware de rescate en varios sitios web oscuros (sitios de venta de datos, sitios de depósito de datos públicos.

### Botnets
Las botnets a menudo están estructuradas con sus servidores de comando y control basados en un servicio oculto resistente a la censura, creando una gran cantidad de tráfico relacionado con bots.

### Mercado de la dark web
Los mercados comerciales de la dark web median las transacciones de bienes ilegales y típicamente usan Bitcoin como pago. Estos mercados han atraído una cobertura mediática significativa, empezando por la popularidad de Silk Road y Diabolus Market y su posterior incautación por las autoridades legales. Silk Road fue uno de los primeros mercados de la dark web que surgió en 2011 y ha permitido el comercio de armas y recursos de fraude de identidad. Estos mercados no protegen a sus usuarios y pueden ser cerrados en cualquier momento por las autoridades. A pesar de los cierres de estos mercados, aparecen otros en su lugar. A partir de 2020 hay por lo menos 38 mercados activos en la dark web. Estos mercados son similares a los de eBay y Craigslist, donde los usuarios pueden interactuar con los vendedores y dejar comentarios sobre los productos del mercado.
Se ha intentado el examen de las diferencias de precios en los mercados de la dark web frente a los precios en la vida real o en la World Wide Web, así como estudios en la calidad de los bienes recibidos a través de la dark web. Uno de estos estudios se llevó a cabo en Evolution, uno de los más populares cripto-mercados activos, de enero 2013 a marzo de 2015. Aunque encontró que la información digital, como los métodos de ocultación y el país de envío, «parece exacta», el estudio descubrió problemas con la calidad de las drogas ilegales vendidas en Evolution, afirmando que, «la pureza de las drogas ilícitas es diferente de la información indicada en sus respectivas listas». Se conocen menos las motivaciones de los consumidores para acceder a estos mercados y los factores asociados a su uso.
Un estudio de 2017 se centró en un análisis geográfico del tráfico en un mercado de la red oscura. Los investigadores sostuvieron que estudios anteriores han demostrado variaciones en los tipos de sustancias disponibles en diferentes países. Estas variaciones pueden atribuirse a factores como el aislamiento geográfico, los estrictos controles fronterizos, las leyes indulgentes sobre artículos ilegales, los altos precios, el estricto control de Internet y la accesibilidad general de los bienes ilegales.

### Grupos y servicios de hacking
Muchos hackers venden sus servicios individualmente o como parte de grupos. Tales grupos incluyen xDedic, hackforum, Trojanforge, Mazafaka, dark0de y el mercado darknet TheRealDeal. Algunos son conocidos por rastrear y extorsionar a presuntos pedófilos. Los delitos cibernéticos y los servicios de piratería para las instituciones financieras y los bancos también se han ofrecido en la darkweb. Se ha intentado monitorear esta actividad a través de diversas organizaciones gubernamentales y privadas, y se puede encontrar un examen de las herramientas utilizadas en la revista Procedia Computer Science. El uso de ataques de denegación de servicio (DRDoS) de reflexión distribuida de DNS a escala de Internet también se ha hecho aprovechando la darkweb. Hay muchos sitios estafa . onion también presentes que terminan dando herramientas para descargar que están infectados con troyanos o puertas traseras (backdoors).

### Financiación y fraude
Scott Dueweke, presidente y fundador de Zebryx Consulting, afirma que la moneda electrónica rusa, como WebMoney y Perfect Money, está detrás de la mayoría de las acciones ilegales. En abril de 2015, Flashpoint recibió una inversión de 5 millones de dólares para ayudar a sus clientes a recopilar información de la red profunda y oscura. Hay numerosos foros de cardado, sitios web de comercio de PayPal y Bitcoin, así como servicios de fraude y falsificación. Muchos de estos sitios son estafas. El phishing a través de sitios web clonados y otros sitios de estafa son numerosos, con mercados oscuros a menudo anunciados con direcciones URL fraudulentas.

### Pornografía ilegal
El tipo de contenido que tiene más popularidad en la web oscura es la pornografía ilegal, más específicamente, la pornografía infantil. Alrededor del 80% de su tráfico web está relacionado con el acceso a la pornografía infantil a pesar de ser difícil de encontrar incluso en la web oscura. Un sitio web llamado Lolita City, que desde entonces ha sido desmantelado, contenía más de 100 GB de medios pornográficos infantiles y tenía unos 15.000 miembros.
Hay acciones policiales regulares contra los sitios que distribuyen pornografía infantil, a menudo comprometiendo el sitio y rastreando las direcciones IP de los usuarios. En 2015, el FBI investigó y derribó un sitio web llamado Playpen. En ese momento, Playpen era el sitio web de pornografía infantil más grande de la web oscura con más de 200.000 miembros. Los sitios utilizan sistemas complejos de guías, foros y regulación comunitaria. Otros contenidos incluyen tortura sexual y matanza de animales y pornografía vengativa. En mayo de 2021, la policía alemana dijo que había desmantelado una de las redes de pornografía infantil más grandes del mundo en la web oscura conocida como Boystown, el sitio web tenía más de 400.000 usuarios registrados. Cuatro personas habían sido detenidas en redadas, entre ellas un hombre del Paraguay, sospechoso de dirigir la red. Europol dijo que varios sitios de chat para pedófilos también fueron derribados en la operación de inteligencia dirigida por Alemania.

### Terrorismo
Las organizaciones terroristas tomaron Internet ya en la década de 1990; sin embargo, el nacimiento de la web oscura atrajo a estas organizaciones debido al anonimato, la falta de regulación, la interacción social y la fácil accesibilidad. Estos grupos han estado aprovechando las plataformas de chat dentro de la web oscura para inspirar ataques terroristas. Grupos incluso han publicado guías de «cómo hacer», enseñando a las personas cómo convertirse y ocultar sus identidades como terroristas.
La red oscura se convirtió en un foro para la propaganda terrorista, la información de guía, y lo más importante, la financiación. Con la introducción de Bitcoin, se crearon transacciones anónimas que permitieron donaciones y financiación anónimas. Al aceptar Bitcoin, los terroristas ahora podían financiar dinero para comprar armas. En 2018, un individuo llamado Ahmed Sarsur fue acusado de intentar comprar explosivos y contratar francotiradores para ayudar a los terroristas sirios, así como de intentar proporcionarles apoyo financiero, a través de la red oscura.
Hay al menos algunos sitios web reales y fraudulentos que afirman ser utilizados por el EIIL (ISIS), incluyendo uno falso incautado en la Operación Onymous. Con el aumento de la tecnología, ha permitido a los ciberterroristas prosperar atacando las debilidades de la tecnología. A raíz de los ataques de noviembre de 2015 en París, un sitio de este tipo fue hackeado por un grupo de hackers afiliados a Anonymous, GhostSec, y reemplazado por un anuncio de Prozac. Se descubrió que el grupo islamista Rawti Shax operaba en la red oscura en un momento dado.

### Redes Sociales
Dentro de la dark web, existen plataformas de redes sociales emergentes similares a las de la World Wide Web, esto se conoce como la Red Social Web Oscura (DWSN). La DWSN funciona como un sitio de redes sociales donde los miembros pueden tener páginas personalizables, tener amigos, como publicaciones y blogs en foros. Facebook y otras plataformas tradicionales de redes sociales han comenzado a hacer versiones web oscuras de sus sitios web para abordar los problemas asociados con las plataformas tradicionales y continuar su servicio en todas las áreas de la World Wide Web. A diferencia de Facebook, la política de privacidad de la DWSN requiere que los miembros revelen absolutamente ninguna información personal y permanezcan anónimos.

### Engaños y contenido no verificado
Hay informes de asesinatos financiados por sicarios a sueldo; sin embargo, se cree que se trata exclusivamente de estafas. El creador de Silk Road, Ross Ulbricht, fue arrestado por investigaciones de Homeland Security (HSI) por su sitio y supuestamente contrató a un sicario para matar a seis personas, aunque los cargos fueron retirados más tarde. Hay una leyenda urbana que se puede encontrar asesinato en vivo en la dark web. El término Red Room ha sido acuñado basado en la animación japonesa y la leyenda urbana del mismo nombre; sin embargo, la evidencia apunta hacia todos los casos reportados siendo engaños.

## Vigilancia de la dark web
Se ha argumentado que la dark web promueve las libertades civiles, como «libertad de expresión, privacidad, anonimato». A algunos fiscales y organismos gubernamentales les preocupa que sea un refugio para actividades delictivas. La web profunda y oscura son aplicaciones de características integrales de Internet para proporcionar privacidad y anonimato. La policía involucra actividades específicas de la web privada consideradas ilegales o sujetas a censura en internet.
Cuando se investiga a sospechosos en línea, la policía generalmente usa la dirección IP (Protocolo de Internet) del individuo; sin embargo, debido a que los navegadores de Tor crean anonimato, esto se convierte en una táctica imposible. Como resultado, las fuerzas de seguridad han empleado muchas otras tácticas para identificar y arrestar a aquellos que participan en actividades ilegales en la dark web. OSINT, o Open Source Intelligence, son herramientas de recopilación de datos que recopilan legalmente información de fuentes públicas. Las herramientas de OSINT pueden ser específicas de la dark web para ayudar a los oficiales a encontrar bits de información que les conduzcan a obtener más conocimiento sobre las interacciones que tienen lugar en la dark web.
En 2015 se anunció que Interpol ahora ofrece un programa de entrenamiento dedicado a la dark web con información técnica sobre Tor, ciberseguridad y simulaciones de derribos de mercados oscuros. En octubre de 2013, la Agencia Nacional del Crimen del Reino Unido y el GCHQ anunciaron la formación de una Célula de Operaciones Conjuntas para centrarse en el delito cibernético. En noviembre de 2015, este equipo se encargaría de abordar la explotación infantil en la dark web, así como otros delitos cibernéticos. En marzo de 2017, el Servicio de Investigación del Congreso publicó un extenso informe sobre la dark web, señalando la dinámica cambiante de cómo se accede a la información y se presenta en ella; caracterizado por lo desconocido, es de creciente interés para los investigadores, La aplicación de la ley y los responsables políticos.  En agosto de 2017, según un reportaje, las empresas de ciberseguridad que se especializan en monitorear e investigar la dark web en nombre de bancos y minoristas comparten rutinariamente sus hallazgos con el FBI y con otras agencias policiales «cuando es posible y necesario» en relación con el contenido ilegal. Se considera que la clandestinidad de habla rusa que ofrece un modelo del delito como servicio es particularmente sólida.

## Comentario
Aunque gran parte de la dark web es inocua, algunos fiscales y agencias gubernamentales están preocupados de que sea un refugio para la actividad delictiva. En  2014, el periodista Jamie Bartlett, en su libro The Dark Net, usó la dark net y la dark web para describir diversas subculturas: racistas en redes sociales, camgirls, comunidades de personas que se autolesionan, mercados de drogas de la darknet, criptoanarquistas y transhumanistas.
Sitios de noticias especializadas, como DeepDotWeb y All Things Vice dan cobertura de noticias e información práctica acerca de los sitios y servicios de la dark web. La wiki oculta (The Hidden Wiki) y sus espejos y las bifurcaciones tienen algunos de los mayores directorios web para cuando se necesite.